# Millthorpe
Millthorpe is een plaats in de Australische deelstaat New South Wales en telt 705 inwoners (2006).